# Liliana Gafencu
Liliana Gafencu (ur. 12 lipca 1975 w Bukareszcie) – rumuńska wioślarka, trzykrotna złota medalistka olimpijska.
Wszystkie medale zdobyła jako członkini rumuńskiej ósemki, która od ponad dwudziestu lat nie schodzi z olimpijskiego podium. Należała do tej osady na trzech igrzyskach, od Atlanty do Aten. Zdobywała także tytuły mistrzyni świata.